# Kentarō Hayashi
Kentarō Hayashi (jap. 林 健太郎, Hayashi Kentarō; * 29. August 1972 in Machida, Präfektur Tokio) ist ein ehemaliger japanischer Fußballspieler.

## Nationalmannschaft
1995 debütierte Hayashi für die japanische Fußballnationalmannschaft. Hayashi bestritt zwei Länderspiele.

## Errungene Titel
- Kaiserpokal: 1996, 2004